# BYE-BYE (浜崎あゆみの曲)
『BYE-BYE』(バイバイ)は浜崎あゆみの配信限定シングル。NHK「みんなのうた」で2025年4月 - 5月に放送された。

## 概要
シングルとしては、『時代』から僅か約2週間でのリリースとなり、自身のデビュー26周年となる4月8日でのリリースとなった。
本作はNHK『みんなのうた』のために書き下ろされた曲であり、2024年4月1日から放送が開始されることになっている。
本作は2000年代の初期R&Bを彷彿とさせるミディアムダンスナンバーとして仕上げられており、歌詞は童謡のフレーズを引用して盛り込む等、みんなのうたを意識しつつも浜崎らしいダークで意味深な仕上がりとなっている。
浜崎自身としては初のみんなのうたの担当であり、映像はコラージュをメインとした作品を手掛けるイノウエマナ (RIBBON)が担当している。
また、本作の配信リリースにあわせてMVも公開され、廃校風の閉鎖的な空間で、制服を身にまとった浜崎とダンサー、本作の制作のためにキッズダンサーも集められ、彼らを加えた総勢23名によるダンス・パフォーマンスを披露しており、サビでは特に印象的な振り付けを披露している。本作の監督は過去に「ANGEL’S SONG」、「Nonfiction」「MASK」などの浜崎のMVを数多く手掛けてきた須永秀明が務めている。
本作の映像制作を担当したイノウエマナ(RIBBON)はNHKのみんなのうた公式紹介ページにて以下のように語っている。
"時間の旅"をテーマに、 過去の行いによって、現在 / 未来が変わっていく様子, 辿り着きたい未来へのビジョンを明確にすることで 約束を実現させる。といったメッセージをベースに、ミツバチとイチゴの関係性を友情と例えた"受粉"がキーワードの物語を描きました。 イチゴとの約束をミツバチが果たす為に、過去 / 現在 /未来へ行き来しながら葛藤や許容を越えていく様子が 浜崎あゆみさんの世界とリンクした映像になっていると思うので、楽曲と併せてミツバチの住む不思議な世界の旅を楽しんでいただけると嬉しいです！—イノウエマナ(RIBBON)

## 収録曲
1. BYE-BYE (3:22)
words : ayumi hamasaki / composition : Kunio Tago / arrangement : tasuku